# Leptosema aculeatum
Leptosema aculeatum är en ärtväxtart som beskrevs av Michael Douglas Crisp. Leptosema aculeatum ingår i släktet Leptosema och familjen ärtväxter. Inga underarter finns listade i Catalogue of Life.